# Liste der Stolpersteine in Remagen
In der Liste der Stolpersteine in Remagen werden die vorhandenen Gedenksteine aufgeführt, die im Rahmen des Projektes Stolpersteine des Künstlers Gunter Demnig bisher in Remagen verlegt worden sind.

## Verlegte Stolpersteine
| Adresse                   | Name                  | Inschrift | Verlegedatum  | Bild | Anmerkung                                   |
| ------------------------- | --------------------- | --- | ------------- | --- | ------------------------------------------- |
| Bachstraße 19 (Standort)  | Jonas Levy            | Hier wohnte Jonas Levy Jg. 1883 deportiert 1942 Krasniczyn ermordet                                           | 19. Apr. 2012 | Stolperstein Jonas Levy, Bachstraße 19, Remagen                                                                 | geboren am 4. Juni 1883 in Remagen          |
| Bachstraße 19 (Standort)  | Henriette Wolffs      | Hier wohnte Henriette Wolffs geb. Rosenthal Jg. 1888 deportiert 1942 Krasniczyn ermordet                      | 19. Apr. 2012 | Stolperstein Henriette Wolffs, Bachstraße 19, Remagen                                                           | geboren am 1. Juni 1888 in Vreden           |
| Bachstraße 19 (Standort)  | Sophia Levy           | Hier wohnte Sophia Levy geb. Kaufmann Jg. 1942 deportiert 1942 Krasniczyn ermordet                            | 19. Apr. 2012 | Stolperstein Sophia Levy, Bachstraße 19, Remagen                                                                | geboren am 18. Februar 1890 in Hochneukirch |
| Marktstraße 59 (Standort) | Fanny Marx            | Hier wohnte Fanny Marx geb. Aul Jg. 1866 deportiert 1942 tot 1943 in Theresienstadt                           | 1. Dez. 2008  | Stolpersteins Fanny Marx, Franziska Heumann, Henriette Marx, Max Marx, Alice Marx, Marktstraße 59, Remagen      | geboren am 3. Dezember 1866 in Gedern       |
| Marktstraße 59 (Standort) | Franziska Heumann     | Hier wohnte Franziska Heumann geb. Strauss Jg. 1875 deportiert 1942 Theresienstadt ermordet 1942 in Treblinka | 1. Dez. 2008  | Stolpersteins Fanny Marx, Franziska Heumann, Henriette Marx, Max Marx, Alice Marx, Marktstraße 59, Remagen      | geboren am 24. Januar 1875 in Bad Kreuznach |
| Marktstraße 59 (Standort) | Henriette Marx        | Hier wohnte Henriette Marx Jg. 1893 eingewiesen 1941 ’Heilanstalt’ Hadamar ermordet                           | 1. Dez. 2008  | Stolpersteins Fanny Marx, Franziska Heumann, Henriette Marx, Max Marx, Alice Marx, Marktstraße 59, Remagen      | geboren am 16. Februar 1893 in Remagen      |
| Marktstraße 59 (Standort) | Max Marx              | Hier wohnte Max Marx Jg. 1906 deportiert 1942 Krasniczyn ermordet                                             | 1. Dez. 2008  | Stolpersteins Fanny Marx, Franziska Heumann, Henriette Marx, Max Marx, Alice Marx, Marktstraße 59, Remagen      | geboren am 16. April 1906 in Remagen        |
| Marktstraße 59 (Standort) | Alice Marx            | Hier wohnte Alice Marx geb. Heumann Jg. 1910 deportiert 1942 Krasniczyn ermordet                              | 1. Dez. 2008  | Stolpersteins Fanny Marx, Franziska Heumann, Henriette Marx, Max Marx, Alice Marx, Marktstraße 59, Remagen      | geboren am 28. August 1910 in Beuel         |
| Marktstraße 60 (Standort) | John Fassbender       | Hier wohnte John Fassbender Jg. 1882 deportiert 1942 Krasniczyn ermordet                                      | 1. Dez. 2008  | Stolpersteins John Fassbender, Else Fassbender, Gerd Heinz Fassbender, Inge Fassbender, Marktstraße 60, Remagen | geboren am 22. Juli 1882 in Remagen         |
| Marktstraße 60 (Standort) | Else Fassbender       | Hier wohnte Else Fassbender geb. Katz Jg. 1894 deportiert 1942 Krasniczyn ermordet                            | 1. Dez. 2008  | Stolpersteins John Fassbender, Else Fassbender, Gerd Heinz Fassbender, Inge Fassbender, Marktstraße 60, Remagen | geboren am 7. Juni 1894 in Bebra            |
| Marktstraße 60 (Standort) | Gerd Heinz Fassbender | Hier wohnte Gerd Heinz Fassbender Jg. 1922 deportiert 1942 Krasniczyn ermordet                                | 1. Dez. 2008  | Stolpersteins John Fassbender, Else Fassbender, Gerd Heinz Fassbender, Inge Fassbender, Marktstraße 60, Remagen | geboren am 3. Januar 1922 in Remagen        |
| Marktstraße 60 (Standort) | Inge Fassbender       | Hier wohnte Inge Fassbender Jg. 1928 deportiert 1942 Krasniczyn ermordet                                      | 1. Dez. 2008  | Stolpersteins John Fassbender, Else Fassbender, Gerd Heinz Fassbender, Inge Fassbender, Marktstraße 60, Remagen | geboren am 21. Januar 1928 in Remagen       |